# Antonio Valencia (football)
Antonio José Valencia (né en Bolivie le 5 mai 1925) est un footballeur bolivien, qui évoluait au poste de milieu de terrain.

## Biographie
Il évolue au milieu de terrain durant sa carrière dans le club bolivien du Litoral La Paz jusqu'en 1949, puis au Bolívar La Paz entre 1949 et 1953.
Avec l'équipe de Bolivie, il participe à la coupe du monde 1950, avec 21 autres joueurs boliviens, sélectionné par l'entraîneur italien Mario Pretto. Valencia prend également part à la Copa América 1953.